# ريتشارد تراسي
ريتشارد تراسي (بالإنجليزية: Richard Tracey)‏ (9 يوليو 1979 في المملكة المتحدة - ) هو لاعب كرة قدم بريطاني في مركز الهجوم. لعب مع شيفيلد يونايتد وماكليسفيلد تاون ونادي روذرهام يونايتد ونادي كارلايل يونايتد ونادي سكاربورو وفريكلي أثلتيك ‏ وStocksbridge Park Steels F.C. ‏ وOssett Albion A.F.C. ‏ وأوست تاون ‏ وBelper Town F.C. ‏ ونادي غيتزهد ونادي برادفورد بارك أفنيو.

## وصلات خارجية
- ريتشارد تراسي على موقع قاعدة بيانات كرة القدم.إي يو (الإنجليزية)